# Krypkaktus
Krypkaktus (Echinopsis chamaecereus) är en mångformig art av i familjen kaktusväxter från norra Argentina. Arten odlas som krukväxt i Sverige.